# Yttersjön (Jokkmokks socken, Lappland)
Yttersjön är en sjö i Jokkmokks kommun i Lappland och ingår i Luleälvens huvudavrinningsområde. Sjön har en area på 0,0506 kvadratkilometer och ligger 172,1 meter över havet. Sjön avvattnas av vattendraget Sudokbäcken.

## Delavrinningsområde
Yttersjön ingår i det delavrinningsområde (736176-170793) som SMHI kallar för Mynnar i Bodträskån. Medelhöjden är 213 meter över havet och ytan är 25,94 kvadratkilometer. Räknas de 9 avrinningsområdena uppströms in blir den ackumulerade arean 90,9 kvadratkilometer. Sudokbäcken som avvattnar avrinningsområdet har biflödesordning 3, vilket innebär att vattnet flödar genom totalt 3 vattendrag innan det når havet efter 127 kilometer. Avrinningsområdet består mestadels av skog (76 procent) och sankmarker (16 procent). Avrinningsområdet har 0,29 kvadratkilometer vattenytor vilket ger det en sjöprocent på 1,1 procent.